# Вазирски език
Вазирският език е ирански език, говорен в Пакистан. Според някои изследователи представлява диалект на централния пущунски език.